# ماریا لوپز
ماریا لوپز (به انگلیسی: Mariah Lopez)(زاده ۱۹۸۵) کنشگر آمریکایی است.
او یک زن ترنس است.